# Marca Aràbiga
La Marca Aràbiga fou una marca fronterera al sud del regne d'Armènia, a l'est de la Marca Siriana (Marca de Sofene o Armènia Sofene) i a l'oest de la Marca de Nova Siracene o Marca Mèdia.

## Vitaxat d'Arzanene
Agathangelos esmenta com a tercer marcgravi d'Armènia al sahmanakaln yAruastan kolmanen. Aruastan era el nom armeni per a la regió de Nísibis, és a dir l'antic regne de Migdònia (Mygdonia); el seu nom siríac és Beth Arabaye. D'acord amb això aquesta marca estava formada per parts de Migdònia i parts de Corduena. En fonts armènies el vitaxe d'aquesta marca és anomenat Vitaxe d'Arzanene i a vegades gran príncep d'Arzanene i Vitaxe (també Gran Vitaxe); en alguna ocasió fins i tot és esmentat com a rei d'Arzanene. Així cal considerar segur que Arzanene era el nom de l'estat del vitaxe de la marca, que com es sabut, governava d'un dels estats de la marca amb el seu nucli al cantó i el castell d'Aldzn o Ardzn i amb l'antiga capital arsàcida de Tigranocerta en el seu territori; el nom de l'estat principal s'hauria estès a tota la marca com passava en altres marques (Sofene per la Marca Siriana, Adiabene per la Marca Mèdia). El nom d'Arzanene derivaria de l'antic estat Alzi-Alshe-Azzi-Altxe dels registres hitita, assiri i urartià.

## Principat d'Arzanene
Els prínceps d'Arzanene, vitaxes de la marca Aràbiga, eren una branca de la dinastia Oròntida, però ells mateixos s'atribuïen de manera llegendària una descendència del rei assiri Senaquerib<ref>descendència que també es van atribuir les cases senyorials del Gnuní i dels Arzerunis. Pel tractat de Nísibis, Arzanene, juntament amb Corduene (Corduena), Zabdicene, Moxoene i Rehimene, van passar sota domini de l'Imperi Romà però, en el regnat de Khosrow II d'Armènia (vers 337-342), Bacuri (Bacurius), Vitaxe d'Arzanene, va intentar passar la seva lleialtat als perses, cosa que implicava també l'allunyament de la sobirania (poc efectiva però existent) dels reis armenis, que eren vassalls de Roma (i per tant els romans no havien fet res contra la sobirania dels reis armenis sobre Arzanene). Segurament amb el consentiment de Roma, el rei Khosrov II va enviar una expedició contra Bacuri en la que van participar del costat armeni-roma els dos prínceps de Sofene (Petita Sofene i Gran Sofene o Sofanene) que eren vassalls romans i estaven lligats tradicionalment als reis armenis. En els combats va morir Bacuri i els seus dominis van passar a la seva filla que es va casar amb Valinak, príncep de Siunia al que va aportar l'Arzanene. Mercès a la protecció que li va atorgar la casa de grans prínceps Mamiconis (mamikònides) l'Arzanene va retornar al cap de pocs anys a la dinastia original, en la persona de Kheska, fill de Bacuri.
El 363, Arzanene i les seves dependències van ser cedides per Roma al Gran Rei persa quedant aleshores desvinculat el principat de la monarquia armènia. El 371, després de la victòria de Valent, es va poder restablir el domini armeni sobre Arzanene i territoris dependents; la família del vitaxe fou feta presonera. La partició d'Armènia del 387, una vegada més, i va posar Arzanene, ara definitivament a l'esfera persa i fora de la de monarquia armènia. A mitjans del segle v (450/451), el Vitaxe d'Arzanene va ser cridat en ajuda pels insurgents armenis com a poder estranger, igual que ho foren l'Imperi Romà i els vitaxes i prínceps d'Ingilena (amb Anzitene), Sofene i altres. Després del 451 la dinastia d'Arzanene ja no torna a aparèixer a les fonts.

## Principat de Corduene
Al vitaxat o marca, a més de la casa de prínceps d'Arzanene, existien altres dinasties: hi havia tres dinasties carduques, que governaven des de temps immemorial. La primera era la dels prínceps de Corduene, que semblen haver ocupat una posició única entre els prínceps, no només d'aquesta marca, sinó també de tot el regne, ja que estaven exempts del control militar de l'Alt Comanador d'Armènia. En conseqüència, comandaven el contingent de la seva cavalleria per separat. Possiblement aquesta va ser la raó per la qual, dels prínceps enviats per Khosrov II contra Bacuri d'Arzanene, Jon de Corduene era l'únic del propi Vitaxat de Bacuri. Corduene era l'únic principat de la regió de Corduena i la dinastia era descendent dels antics reis de Corduena i potser fou això el que li donava una certa singularitat. La dinastia va desaparèixer després del 451.

## Principat de Moxoene
La segona dinastia era la de Moxoene, que van romandre a l'esfera política armènia quan que les altres dues dinasties havien seguit a Arzanene fora d'ella; la dinastia de Moxoene es va extingir després del segle VII i el seu Estat va passar als Bagràtides.

## Principat de Zabdicene
Finalment la tercera era la dels prínceps de Zabdicene que, després d'haver seguit, juntament amb els altres principats, les vicissituds polítiques del Vitaxat o Marca, van desaparèixer de la història alhora que les cases d'Arzanene i de Corduene. Els prínceps de Zabdicene s'esmenten a la llista A del cicle gregorià. En la historiografia recent, la referència d'Eliseu als Codeic entre els pobles als quals es va dirigir l'edicte religiós de Yazdegard II ha estat interpretada com feta pels sodi de Plini, l'única ètnia d'aquest escriptor que no s'ha pogut identificar<ref>En una llista es va dirigir l'edicte de Yazdegard, als armenis, ibers, albanesos, Lp'ink (Lupeniori de Plini), Cawdeayk, carducs o carduens (Karduacs) i arzaneniens (aljneac) i en una altra als armenis, ibers, albanesos, Lp'ink, arzaneniens, carducs, Codeayk i Darsan (= Dassntre a la Marca de Mèdia). Albània i Lp'ink (i Čor)" van formar part de la titulació del katholikoi albanès i probablement també dels reis albanesos. Els Lp'ink 'són, de fet, el Lupeniori de Plini i sembla que els sodi no identificats de Plini siguin els Cawdeayk'/Codeayk. Es menciona aquest últim terme, en dues combinacions diferents, juntament amb els que designen Arzanene i Corduene, mentre que la seva proximitat amb el Lp'ink apareix per casualitat, a causa d'una de les dues maneres en què aquests tres noms són distanciats, per lo qual aquest nom seria equivalent a Zabdicene.

## Cantó de Rehimene
El Vitaxat o Marca, a més, tenia la terra siriana de Rehimene, nom no conegut per la geografia armènia, ja que el seu topònim no té cap equivalent armeni i no hi ha absolutament cap indicació que mai hagi tingut una dinastia pròpia. No era, per tant, una terra armènia, i molt menys tenia un príncep armeni, sinó que era una regió siriana controlada pels vitaxes d'Arzanene, o fins i tot merament agrupada pel govern romà amb les terres controlades per ells, agrupació que s'hauria fet en el moment en què va passar sota control de l'Imperi. No obstant de totes les regions amb prínceps del vitaxat d'Arzanene (Arzanene, Corduena/Corduene, Moxoene i Zabdicene), Rehimene té un estatus diferenciat, i amb tota probabilitat depenia de la Zabdicene.